# Miha Hrobat
Miha Hrobat (* 3. Februar 1995 in Kranj) ist ein slowenischer Skirennläufer. Er startet in den Disziplinen Abfahrt und Super-G. 2015 wurde er Super-G-Juniorenweltmeister.

## Biografie
Miha Hrobat stammt aus Kranj und startet für seinen Heimatverein. Kurz vor seinem 16. Geburtstag bestritt er seine ersten FIS-Rennen und nahm wenig später am Europäischen Olympischen Jugend-Winterfestival in Liberec teil. Im Januar 2012 trat er bei den Olympischen Jugend-Winterspielen in Innsbruck an. In der Super-Kombination gewann er hinter Marco Schwarz die Silbermedaille, in Super-G, Riesenslalom und Slalom erreichte er keine zählbaren Ergebnisse. Im März desselben Jahres startete Hrobat in Roccaraso erstmals bei Juniorenweltmeisterschaften, schied jedoch sowohl im Riesenslalom als auch im Slalom aus. Auch das Jugend-Winterfestival 2013 in Poiana Brașov brachte ihm keinen Medaillenerfolg. Im Januar 2014 gab er in der Abfahrt von Wengen sein Europacup-Debüt, konnte bislang aber keine absoluten Spitzenergebnisse erzielen. Bei seiner dritten von vier JWM-Teilnahmen gewann er 2015 in Hafjell die Goldmedaille im Super-G vor seinem Teamkollegen Štefan Hadalin. In der Kombination errang er die Bronzemedaille.
Am 19. März 2015 gab Hrobat beim Weltcup-Finale in Méribel als Juniorenweltmeister sein Debüt im Super-G. Nach Starts in allen Disziplinen qualifizierte er sich für Teilnahme an den Weltmeisterschaften in St. Moritz, wo er die Ränge 14 und 24 in Abfahrt und Super-G belegte. Im Riesenslalom schied er im ersten Durchgang aus. Nachdem er im Januar 2018 mit Rang 28 in der Lauberhorn-Kombination seine ersten Weltcuppunkte gewonnen hatte, nahm ihn die slowenische Mannschaft ins Aufgebot für die Olympischen Spiele in Pyeongchang auf. Dort belegte er Rang 29 in der Abfahrt, in Super-G und Riesenslalom schied er aus.
Seinen ersten Weltcup-Podestplatz erzielte Hrobat am 6. Dezember 2024 in der Abfahrt von Beaver Creek.

## Erfolge

### Olympische Spiele
- Pyeongchang 2018: 29. Abfahrt

### Weltmeisterschaften
- St. Moritz 2017: 14. Abfahrt, 24. Super-G
- Åre 2019: 27. Abfahrt, 33. Kombination
- Cortina d’Ampezzo 2021: 23. Abfahrt
- Courchevel 2023: 8. Abfahrt, 28. Super-G

### Weltcup
- 9 Platzierungen unter den besten zehn, davon 3 Podestplätze

### Weltcupwertungen
| Saison  | Gesamt | Gesamt | Abfahrt | Abfahrt | Super-G | Super-G | Kombination | Kombination |
| Saison  | Platz  | Punkte | Platz   | Punkte  | Platz   | Punkte  | Platz       | Punkte      |
| ------- | ------ | ------ | ------- | ------- | ------- | ------- | ----------- | ----------- |
| 2017/18 | 154.   | 3      | –       | –       | –       | –       | 38.         | 3           |
| 2018/19 | 111.   | 29     | –       | –       | 43.     | 17      | 33.         | 12          |
| 2019/20 | 109.   | 37     | –       | –       | 30.     | 27      | 33.         | 10          |
| 2020/21 | 107.   | 31     | –       | –       | 37.     | 31      | –           | –           |
| 2021/22 | 99.    | 42     | 37.     | 42      | –       | –       | –           | –           |
| 2022/23 | 77.    | 73     | 29.     | 67      | 60.     | 6       | –           | –           |
| 2023/24 | 80.    | 80     | 22.     | 80      | –       | –       | –           | –           |
| 2024/25 | 15.    | 440    | 4.      | 320     | 18.     | 120     | –           | –           |

### Nor-Am Cup
- Saison 2018/19: 6. Abfahrtswertung
- 2 Podestplätze

### Juniorenweltmeisterschaften
- Jasná 2014: 6. Abfahrt
- Hafjell 2015: 1. Super-G, 3. Kombination, 10. Abfahrt, 36. Riesenslalom
- Sotschi 2016: 4. Super-G, 6. Kombination, 9. Abfahrt

### Weitere Erfolge
- Silber bei den Olympischen Jugend-Winterspielen 2012 in der Super-Kombination
- 4 Podestplätze im South American Cup
- 6 Siege in FIS-Rennen

## Privates
Gemeinsam mit seiner Freundin haben sie eine im März 2021 geborene Tochter.